# Емилиан (Вафидис)
Архимандри́т Емилиа́н, или Эмилиан (греч. Αρχιμανδρίτης Αιμιλιανός, в миру Але́ксандрос Вафи́дис, греч. Αλέξανδρος Βαφείδης; 5 октября 1934, Никея (Аттика) — 9 мая 2019, монастырь Ормилия, Греция) — священнослужитель Константинопольской православной церкви, схиархимандрит; игумен (настоятель) монастыря Великий Метеор (1961—1973), игумен монастыря Симонопетра (1974—2000). Православный богослов, духовник.

## Биография

### Ранние годы
Александр Вафидис родился 5 октября 1934 в Пирее, пригороде Афин.
В 1959 году окончил богословский факультет Афинского университета. Его мечтой было войти в братство богословов «Зои», стать священником, а затем — миссионером. Его друг, Анастасий Яннулатос, (в настоящее время — архиепископ Тиранский) поддержал его стремление, но предложил подготовиться к этому служению, пожив перед этим некоторое время в монастыре. Анастасий связал его с митрополитом Трикальским и Стагонским Дионисием (Хараламбусом), который незадолго до того принял кафедру и имел славу монахолюбивого епископа. Знакомство с митрополитом Дионисием полностью перевернуло отношение Александра к монашеству, прежде настроенного достаточно критично по отношению к нему.

### Игумен монастыря Преображения
Александр вверил себя под духовное управление митрополита Дионисия и 9 октября 1960 года был им пострижен в монашество с именем Емилиан и был записан в братство монастыря Дуси́ку (греч. Δουσίκου, расположенного в горах Пинда, а двумя днями позже, 11 декабря 1960 года Дионисий рукоположил его во диаконы в храме св. Параскевы в городе Трикала и впоследствии посылал его для служения в различные монастыри Метеор, которые в то время находились в сильном запустении и испытывали недостаток в монахах.
15 августа 1961 года в женском монастыре Витума́ (греч. Βυτουμά) иеродиакон Емилиан был рукоположен в иеромонаха.
После рукоположения митрополит Дионисий поселил его в пустовавшем тогда монастыре Дуси́ку, где тот и пребывал на протяжении трёх месяцев в полном уединении и безмолвии. В это время Емилиан пережил глубокий религиозный опыт, который радикально изменил его и повлиял на всю его последующую деятельность.
После этого опыта, подобного обращению апостола Павла, самым большим желанием сердца о. Емилиана стало возрождение монашества и монашеской жизни, которые находились в то время в Греции в глубоком упадке, найдя в этом самую горячую поддержку в лице митрополита Дионисия, который был движим тем же желанием.
В конце 1961 года митрополит Триккский и Стагонский Дионисий (Харала́мбус) поставил его игуменом монастыря Преображения (Великий Метеор), самого большого из монастырей Метеор, который в том время находился в полном запустении. 1 января 1962 года отец Емилиан был возведён в архимандриты с одновременным возложением должности настоятеля кафедрального собора г. Трикала и послушания работы с молодёжью епархии. Вокруг о. Емилиана быстро образовался круг духовных чад, преимущественно из школьной молодёжи, привлечённых его проповедью подвижничества и примером личного подвига.
В это он время посвятил себя глубокому изучению монашеских канонов, норм, опыту общежительного монашества.
В 1963 году в монастыре Преображения появились два первых монаха, а в 1965—1966 годах большая группа выпускников гимназии становится послушниками обители. 6 августа 1966 года он был пострижен в великую схиму. Устанавливаются духовные связи обители со многими подвижниками того времени: Афанасием Хамакиотисом (греч. Αθανάσιος Χαμακιώτης), Димитрием Гагастафисом (греч. Δημήτρης Γκαγκαστάθης), Амфилохием Патмосским (греч. Αμφιλόχιος Πάτμου), Филофеем Зервакосом (греч. Φιλόθεος Ζερβάκος), Симоном Арванитисом (греч. Σίμων Αρβανίτης), Дамаскином Катракулисом (греч. Δαμασκηνός Κατρακούλης), Иустином Поповичем.
В 1968 году состоялся первый монашеский постриг в монастыре Преображения.
К 1972 году сложился, в общих чертах и после многих трудностей, костяк и женской монашеской общины, которая, во главе с игуменией Никодими, располагалась в другой обители Метеор — монастыре Святых Феодор (греч. Αγίων Θεοδώρων).
Возобновление монашеской жизни на Метеорах привело ко всё возрастающему с каждым годом потоку туристов и паломников. После кончины в январе 1970 года митрополита Дионисия, братство монастыря стало искать возможность перейти в более спокойное место.

### Игумен монастыря Симонопетра
В результате нескольких поездок на гору Афон, выбор был сделан в пользу монастыря Симонопетра по горячей просьбе братии, состоявшей к этому времени из нескольких престарелых монахов, которые не могли уже поддерживать монастырь в должном состоянии.
В конце 1973 года братство переселилось на Афон. Поскольку место игумена было вакантно в связи со смертью архимандрита Харалампия, 25 ноября 1973 года старая братия Симонопетры избрала архимандрита Емилиана новым игуменом, согласно правилам Святой Горы. 17 декабря того же года состоялась его официальная интронизация Священным Кинотом Святой Горы.
5 июля 1974 года состоялось переселение женской монашеской общины из Метеор на небольшое старое Благовещенское подворье монастыря Ватопед, которое было приобретено Симонопетрой, и, по суждению местного епископа и при содействии Священного Кинота, стало подворьем монастыря Симонопетра. Архимандрит Емилиан считается официальным ктитором монастыря Ормилия. В 1980 году началось масштабное строительство новых корпусов, которое продолжалось около 15-ти лет. 14 сентября 1980 года митрополит Кассандры Синесий заложил краеугольный камень монастырского собора. 25 октября 1991 года Благовещенское подворье получило статус Патриаршего ставропигиального монастыря.
В 1982 году около Благовещенского подворья был открыт Центр духовной и социальной поддержки «Панагия Филантропини» (греч. Παναγία η Φιλανθρωπινή), который действует под наблюдением и при деятельном участии женской общины монастыря.
Кроме подворья в Ормилии, архимандрит Емилиан принимал участие и в судьбе других подворий Симонопетры: Вознесенского в Афинах, св. Харалампия в Салониках, прп. Никодима в Игуменице. Также было организовано три подворья во Франции — святого Антония, Преображения Господня и Покрова Пресвятой Богородицы.
Архимандрит Емилиан оказал существенное влияние на переход большинства монастырей Святой Горы от идиоритмического образа жизни к общежительному. В это время он известен и как практик Иисусовой молитвы, безмолвия. Неоднократно удалялся для жительства в пещеру.
В 1976 году (29.06 — 18.07) по приглашению Московской патриархии состоялось первое посещение СССР группой святогорских монахов из десяти человек. В поездке участвовал и архимандрит Емилиан.
С начала 1995 года ухудшение здоровья вынудило архимандрита Емилиана постепенно передавать игуменские полномочия. 23 мая 1995 года, при посещении монастыря Честного Креста в Иерусалиме, он последний раз выступил с краткой речью. В 2000 году передал игуменский посох архимандриту Елисею и удалился на покой в монастырь Ормилия, где проживал на покое (в последние годы находился в коме).
По признанию братии монастыря, период игуменства архимандрита Емилиана (Вафидиса) является одним из лучших периодов в истории древнего монастыря Симонопетра.
Скончался утром 9 мая 2019 года в монастыре Ормилия.

## Труды
Из работ архимандрита Емилиана лишь немногие увидели свет в период его деятельности, так как он, по смирению, избегал публикации. Впоследствии же был издан ряд его работ, прежде всего, 5-томник «Κατηχήσεις και Λόγοι», к которому впоследствии добавился ещё ряд трудов, большинство из которых являются расшифровками магнитофонных записей бесед, проповедей и выступлений.
Основное содержание его работ можно разделить по следующим темам: поучения и проповеди, толкования аскетических текстов (аввы Исайи, Исихия Иерусалимского, прп. Григория Синаита, Максима Исповедника, аввы Фалассия, Августина Блаженного, прп. Феогноста), толкование монашеских канонов (прп. Антония Великого, Августина Блаженного, св. Макария, св. Пахомия Великого), монашеские нормы и практика монашеской жизни (монашество, монашеский канон, жизнь монаха, связь послушника и старца), толкование жизни святых (прп. Нила Калабрийского, прп. Ромила), толкование библейских, литургических и богословских текстов (псалмов, пророчеств, гимнов и пр.).
Часть работ издана на английском, французском, румынском, русском, сербском языках.
На русском:
- Богопознание. Богослужение. Богомыслие. — М.: Изд-во храма святой мученицы Татианы, 2002. — 416 с.
- Слова и наставления. Печать истинная. Жизнь в Духе. — М.: Изд-во храма святой мученицы Татианы, 2006. — 560 с. ISBN 5901836219, ISBN 5901836215 (ошибоч.)
- Трезвенная жизнь и аскетические правила: Толкование правил преподобных отцов Антония, Августина и Макария / пер. с греч. — Екатеринбург: Изд-во Александро-Невского Ново-Тихвинского женского монастыря; М.: Паломник. — 2016. — 576 с. ISBN 978-5-94512-117-1
- Благодатный путь : толкование на житие преподобного Нила Калабрийского / пер. с греч. — Екатеринбург: Изд-во Александро-Невского Ново-Тихвинского женского монастыря, 2018. — 288 с. — 10 000 экз. ISBN 978-5-94512-133-1
- Толкование на подвижнические слова аввы Исаии. — М.: Зачатьевский ставропигиальный женский монастырь; Екатеринбург: изд-во Александро-Невского Ново-Тихвинского женского монастыря, 2014. — 576 с., ил. — 5000 экз. ISBN 978-5-94512-131-7
- Слово о трезвении. Толкование на «Слово о трезвении и молитве» преподобного Исихия Иерусалимского: пер. с греч.: в 2 ч. — Ч. 1: Главы созерцательные. — Екатеринбург: Изд-во Александро-Невского Ново-Тихвинского женского монастыря, 2020. — 240 с. — 5000 экз. ISBN 978-5-94512-140-9
- Дом Божий - врата небесные: о монашестве, игумене и послушнике: пер. с греч. - Екатеринбург: Изд-во Александро-Невского Ново-Тихвинского монастыря, 2022. - 296 с. - 5000 экз. ISBN 978-5-94512-148-5
- Слово о трезвении. Толкование на «Слово о трезвении и молитве» преподобного Исихия Иерусалимского: пер. с греч.: в 4 ч. — Ч. 2: Главы практические. — Екатеринбург: Изд-во Александро-Невского Ново-Тихвинского женского монастыря, 2023. — 266 с. — 5000 экз. ISBN 978-5-94512-142-3 (ч. 2), 978-5-94512-141-6
- Слово о трезвении: Толкование на «Слово о трезвении и молитве» преподобного Исихия Иерусалимского: пер. с греч.: в 3 ч. — Ч. 3: Главы практические. — Екатеринбург: Изд-во Александро-Невского Ново-Тихвинского женского монастыря, 2025. — 328 с. — 5000 экз. ISBN 978-5-94512-161-4 (ч. 3), 978-5-94512-141-6

На греческом (оригинальные тексты):
- Κατηχήσεις και Λόγοι 1. Σφραγίς Γνησία. Εκδ. Ορμύλια, 1998. ISBN 9608614309
- Κατηχήσεις και Λόγοι 2. Ζωή εν Πνεύματι. Εκδ. Ορμύλια, 2003 ISBN 9789608560390
- Κατηχήσεις και Λόγοι 3. Αγαλλιασώμεθα τω Κυρίω . Εκδ. Ορμύλια, 1999. ISBN 9789608614321
- Κατηχήσεις και Λόγοι 4. Θεία Λατρεία, Προσδοκία και Όρασις Θεού. Εκδ. Ορμύλια, 2001. ISBN 9789608614383
- Κατηχήσεις και Λόγοι 5. Σταθμοί στην πνευματική ζώη — από την πτώσι στην αιωνιότητα. Εκδ. Ορμύλια, 2003. ISBN 9789608748750
- Περί Θεού: Λόγος Αισθήσεως. Εκδ. Ίνδικτος, Αθήναι 2004. ISBN 9789605181925
- Περί ζωής: Λόγος ελπίδος. Οκτώ κείμενα πνευματικής αγογής. Εκδ. Ίνδικτος, Αθήναι 2005 ISBN 9789605182502
- Λόγοι ασκητικοί. Ερμηνεία στον Αββά Ησαϊα. Εκδ. Ίνδικτος, 2006. ISBN 9789605182571
- Λόγος περί Νήψεως. Ερμηνεία στον άγιο Ησύχιο. Εκδ. Ίνδικτος, 2007. ISBN 9789605183028
- Χαρισματική οδό. Ερμηνεία στον Βίο του Οσίου Νείλου του Καλαβρού. Εκδ. Ίνδικτος, 2009. ISBN 9789605183585
- Θεία Λατρεία, Προσδοκία και Όρασις Θεού. Εκδ. Ίνδικτος, 2009. ISBN 9789605183622
- Ζωή εν Πνεύματι. Εκδ. Ίνδικτος, 2011. ISBN 9789605183769
- Νηπτική ζωή και Ασκητικοί κανόνες. Ερμηνεία στους οσίους πατέρες Αντώνιο, Αυγουστίνο και Μακάριο. Εκδ. Ίνδικτος, Αθήναι 2011. ISBN 9789605184056
- Αγαλλιασώμεθα τω Κυρίω. Εκδ. Ίνδικτος, 2011. ISBN 9789605183929

На английском:
- Spiritual Instruction and Discourses, Volume 1: The Authentic Seal. By Archimandrite Aimilianos. Ormylia, Halkidiki: Ormylia Publishing, 1999. 400 pages. ISBN 9608560330.
- Spiritual Instruction and Discourses, vol. 2, The Way of the Spirit: Reflections on Life in God. tr. with an Introduction by m. Maximos Simonopetrites and Preface by Archimandrite Elisaios, current Abbot of the Sacred Monastery of Simonopetra (Athens: Indiktos, June 2009)
- The Church At Prayer — The Mystical Liturgy Of The Heart. By Archimandrite Aimilianos. Ed. The Holy Convent of the Annunciation, Ormylia, Greece (Athens: Indiktos, 2005) ISBN 960-518-251-3.
- The Living Witness of the Holy Mountain: Contemporary Voices from Mount Athos. Translated with introduction and notes by Hieromonk |Alexander (Golitzin). South Canaan, PA: St. Tikhon’s Seminary Press, 1996. 311 pages. ISBN 1-878997-48-3.
- Last sermon of Archim. Aimilianos (недоступная ссылка) at Holy Cross Monastery, Thebes, Greece.

На румынском:
- Viata in Duh (cateheze si cuvantari). DEISIS, 2011. ISBN 978-973-7859-75-4
- Talcuiri si catheze, vol. I — Talcuire la viata cuviosului Nil Calavritul. Editura Sfantul Nectarie, 2009 ISBN 978-606-92121-6-5, ISBN 606-92121-6-5 (ошибоч.)
- Talcuiri si cateheze, vol. II — Talcuiri la sfintele slujbe. Editura Sfantul Nectarie, 2009. ISBN 978-606-92121-4-1, ISBN 606-92121-4-1 (ошибоч.)
- Talcuiri si cateheze. Editura Sfantul Nectarie, 2009. ISBN 978-606-92121-9-6, ISBN 606-92121-9-6 (ошибоч.)
- Cuvinte ascetice : Tâlcuire la Avva Isaia. Editura Sfantul Nectarie, 2006 ISBN 978-973-85817-4-6
- Talcuri la filocalie 3. Sfantul Isihie: cuvant despre trezvie. Editura Sfantul Nectarie, 2008. ISBN 978-973-85817-8-4, ISBN 973-85817-8-4 (ошибоч.)